# Paolo Barca, maestro elementare, praticamente nudista
Pour plus de détails, voir Fiche technique et Distribution.
Paolo Barca, maestro elementare, praticamente nudista est une comédie érotique italienne réalisée par Flavio Mogherini et sortie en 1975.
Avec 5,7 millions de spectateurs, le film se place 8e du palmarès 1974-75 des meilleurs entrées en Italie.

## Synopsis
Le jeune professeur milanais Paolo Barca, désinhibé et naturiste convaincu, s'installe dans la province de Catane pour y travailler. Il s'y heurte à une mentalité résolument bigote à ses yeux. Avec le temps, il parvient à faire avancer certaines choses à la fois dans l'école et dans son caractère.

## Fiche technique
- Titre original italien : Paolo Barca, maestro elementare, praticamente nudista[1]
- Réalisateur : Flavio Mogherini
- Scénario : Flavio Mogherini, Francesco Massaro, Ugo Pirro
- Photographie : Carlo Carlini
- Montage : Adriano Tagliavia
- Musique : Riz Ortolani
- Décors : Daniele Mogherini
- Costumes : Mario Ambrosino (it)
- Production : Luigi De Laurentiis
- Sociétés de production : Filmauro (it)
- Pays de production :  Italie
- Langue originale : italien
- Format : Couleur par Eastmancolor - 1,85:1 - Son mono - 35 mm
- Durée : 115 minutes
- Genre : Comédie érotique italienne
- Dates de sortie :
  - Italie : mars 1975

## Distribution
- Renato Pozzetto : Paolo Barca
- Paola Borboni : Comtesse Felicita Barca, grand-mère de Paolo
- Janet Agren : professeur Giulia Hamilton
- Valeria Fabrizi : Mme Manzotti
- Magali Noël : professeur Rosaria Cacchiò
- Miranda Martino : professeur Assunta Calabrò
- Stefano Satta Flores : professeur principal
- Liana Trouché : professeur Ines Badalamenti
- Pinuccio Ardia
- Ferdinando Villella
- Ettore Mattia
- Giuseppe Tuminelli
- Lorenzo Piani
- Vittorio Fanfoni
- Gennaro Ombra
- Silvano Bernabei